# Rorcual Minke
Rorcuales Minke o ballenas Minke es el nombre por el que son conocidos en la actualidad dos especies de misticetos balenoptéridos:
| Género       | Especie (binomial)         | Nombres vulgares                       | Imagen |
| Balaenoptera | Balaenoptera acutorostrata | Rorcual aliblanco, enano o Minke común |        |
| Balaenoptera | Balaenoptera bonaerensis   | Rorcual austral o Minke antártico      |        |

Hacia el año 1780, estos rorcuales eran identificados como una sola especie: Balaena rostrata. En 1867, el zoólogo germano-argentino Carlos Germán Burmeister identificó la subespecie, el rorcual Minke antártico. Posteriores estudios anatómicos y moleculares determinaron que estos cetáceos correspondían a dos especies diferentes.

## Etimología
El nombre Minke tiene una curiosa historia. Según esta, en un barco ballenero noruego, capitaneado por Svend Foyn, un marinero apellidado Meincke dio la voz de alarma al avistar a lo lejos un rorcual azul, sin embargo, grande fue la sorpresa del resto de la tripulación al ver que se trataba de estas pequeñas especies que rondan los 7 metros de longitud. A causa de esto, y como forma broma, los balleneros comenzaron a llamar a estos pequeños animales  "rorcuales de Meincke", que al pasar el tiempo se trasformó en rorcuales Minke.

## Descripción
Las ballenas Minke viven en el mar.
Los rorcuales Minke son las especies de rorcuales más pequeñas y abundantes.  Presentan una cresta en la parte superior cabeza y una aleta dorsal relativamente alta. Respecto a las barbas, tienen una longitud media entre 20 y 30 cm. Como todo rorcual, los Minke poseen pliegues gulares, 50 a 70 de ellos.

## Análisis genómico de las adaptaciones marinas
Un estudio reciente del genoma de la especie Balaenoptera acutorostrata ha permitido identificar una serie de cambios que son reflejo de las adaptaciones al ambiente acuático. Estos cambios han sido principalmente mutaciones puntuales de genes y amplificaciones o reducciones del número de genes en ciertas familias génicas concretas:
- Hay una menor representación de algunos receptores acoplados a proteínas G, como los olfativos y gustativos. Este hecho refleja una menor importancia de las funciones del olfato y del gusto en este ambiente.
- Amplificación o expansión del gen PDRX1, que codifica para una peroxirredoxina, implicada en la resistencia al estrés oxidativo.
- Presencia de mutaciones puntuales en los genes que codifican para enzimas implicadas en el metabolismo del glutatión, que al producirse cambios en la secuencia de aminoácidos, aumentan su función y por tanto permiten proteger mejor a las células del estrés oxidativo generado tras los largos periodos de buceo donde la hipoxia es mucho mayor.
- Aparición de mutaciones puntuales en el gen de la haptoglobina, que provocan cambios de aminoácidos en la proteína final, aumentando la fuerza de unión entre dos monómeros de haptoglobina y su unión con la hemoglobina. Así, se evita la pérdida de hemoglobina por el riñón y el daño a este por derivados oxidados de la hemoglobina.
- Aumento del número de copias del gen de la enzima lactato deshidrogenasa (LDHA), evitando así el aumento excesivo de ácido láctico bajo las condiciones de hipoxia.
- Presencia de mutaciones en genes implicados en la formación de los dientes. Estas mutaciones provocan la aparición de codones de terminación, de tal manera que la proteína final no tiene capacidad funcional. Estas mutaciones en cambio, no se han dado en delfines u otros cetáceos con dientes, únicamente en las ballenas barbadas.
- Otras mutaciones en genes implicados en el desarrollo embrionario, la coagulación, el control de la presión sanguínea y los niveles plasmáticos de sales y el transporte de oxígeno, entre otros.[6]